# Hannes Kaasik
Hannes Kaasik (11 augustus 1978) is een Estisch voormalig voetbalscheidsrechter. Hij was in dienst van FIFA en UEFA tussen 2006 en 2013. Ook leidde hij tot 2014 wedstrijden in de Meistriliiga.
Op 24 juni 2006 maakte Kaasik zijn debuut in Europees verband tijdens een wedstrijd tussen Carmarthen Town en Tampere United in de UEFA Intertoto Cup; het eindigde in 1–3 en de Estische leidsman gaf vijfmaal een gele kaart. Zijn eerste interland floot hij op 20 augustus 2008, toen Litouwen met 3–0 won van Moldavië. Tijdens dit duel deelde Kaasik twee gele kaarten uit.

## Interlands
| Datum            | Plaats                 | Wedstrijd               | Uitslag | Competitie           | Kreeg geel | Kreeg voor de tweede keer geel en dus rood | Weggestuurd |
| ---------------- | ---------------------- | ----------------------- | ------- | -------------------- | ---------- | ------------------------------------------ | ----------- |
| 20 augustus 2008 | Marijampolė, Litouwen  | Litouwen – Moldavië     | 3 – 0   | Vriendschappelijk    | 2          | 0                                          | 0           |
| 19 november 2008 | Serravalle, San Marino | San Marino – Tsjechië   | 0 – 3   | WK 2010 kwalificatie | 2          | 0                                          | 0           |
| 18 juni 2010     | Kaunas, Litouwen       | Litouwen – Letland      | 0 – 0   | Vriendschappelijk    | 5          | 0                                          | 0           |
| 8 oktober 2010   | Boedapest, Hongarije   | Hongarije – San Marino  | 8 – 0   | EK 2012 kwalificatie | 2          | 1                                          | 0           |
| 17 november 2010 | Voronezj, Rusland      | Rusland – België        | 0 – 2   | Vriendschappelijk    | 2          | 0                                          | 0           |
| 11 oktober 2011  | Nur-Sultan, Kazachstan | Kazachstan – Oostenrijk | 0 – 0   | EK 2012 kwalificatie | 3          | 0                                          | 0           |
| 15 november 2011 | Poznań, Polen          | Polen – Hongarije       | 2 – 1   | Vriendschappelijk    | 2          | 0                                          | 0           |
| 3 juni 2012      | Tartu, Estland         | Estland – Litouwen      | 1 – 0   | Vriendschappelijk    | 6          | 1                                          | 0           |
| 26 maart 2013    | Belfast, Noord-Ierland | Noord-Ierland – Israël  | 0 – 2   | WK 2014 kwalificatie | 2          | 0                                          | 0           |